# Shaun O'Brien
Shaun William O'Brien (nascido em 31 de maio de 1969) é um ex-ciclista australiano que competiu pela Austrália nos Jogos Olímpicos de Verão de 1992 em Barcelona, onde conquistou uma medalha de prata na prova de perseguição por equipes (4000 m).